# Ophiacantha setosa
Ophiacantha setosa is een slangster uit de familie Ophiacanthidae.
De wetenschappelijke naam van de soort werd in 1805 gepubliceerd door N. Bruzelius.